# 웬디 우드

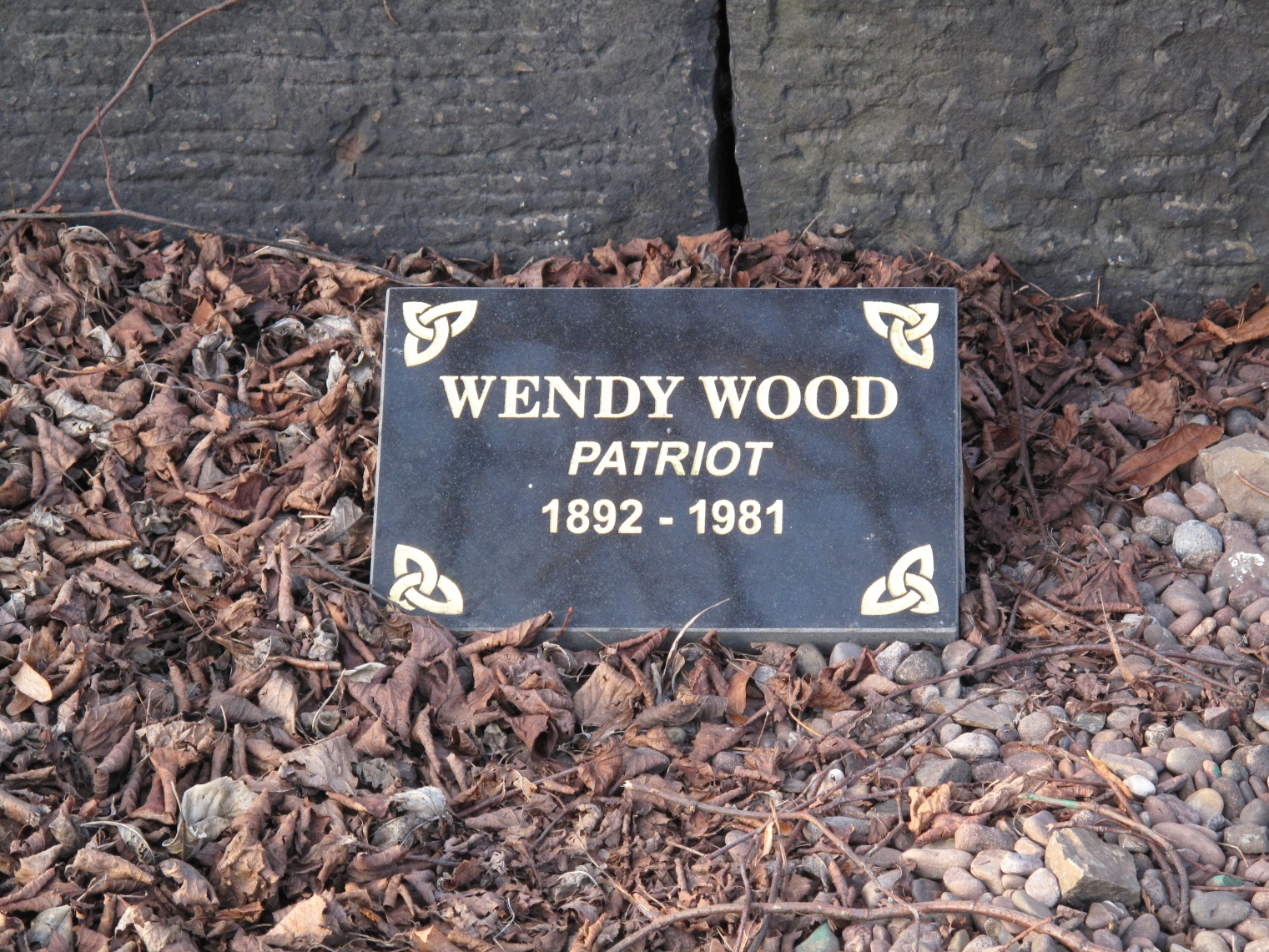

웬디 우드 ( 1954 - ) 영국 태생의 심리학자로 서던 캘리포니아 대학의 심리학 교수로 재직중이다.  그녀의 주요 연구대상은 젠더의 심리학에 따른 습관과 행동변화이다.  그녀의 저서인 <해빗 ( Good Habits, Bad Habits )> 은 2019년 10월에 시중에 출간되었으며 차세대 빅 아이디어 클럽에 등단하며 뉴요커 주간지에서 평가받은바 있다.

## 습관
우드의 주요 연구 대상은 습관의 본질과 그것이 행동에 주는 영향이다.  습관은 사람이 반복된 경험을 통해 배운 인지적인 연관활동이다. 각각의 행동은 매번마다 같은 상황(위치와 시간) 에서 하나의 보상 ( 목표를 달성하거나 기분이 좋은 것)으로 반복되며 상황과 보상받은 반응간의 기억 안에서 연결이 이루어진다.

## 저서
- 해빗[1]